# Австралийско-уругвайские отношения
Австралийско-уругвайские отношения — двусторонние отношения между Австралией и Уругваем. Австралия представлена в Уругвае через своё посольство в Буэнос-Айресе (Аргентина) и почётное консульство в Монтевидео. Уругвай имеет посольство в Канберре и генеральное консульство в Сиднее.
Австралия и Уругвай имеют общие интересы в Южном океане, касающиеся рыболовства. Обе страны являются полноправными членами Кернской группы и Конвенции о сохранении живых морских ресурсов в Антарктике.

## Политика
Австралия и Уругвай состоят в дружеских отношениях в связи с общими политическими и экономическими интересами. В частности, на заседании Генеральной Ассамблеи ООН министры иностранных дел двух государств обсуждали пути увеличения связей между Австралией и Уругваем.
В 2003 году между Австралией и Уругваем был небольшой конфликт из-за задержания австралийскими властями незаконно промышляющих уругвайских судов в водах Антарктики. Тем не менее, обе страны заявили, что они сотрудничают для решения своих трудностей.

## Экономика
В 2011 году объём торговли между странами составил 25,3 миллиона австралийских долларов, Австралия импортировала из Уругвая на сумму 14,8 миллионов A$, предметами импорта в основном были продукты питания, напольные покрытия, масла и духи. И за это же время Австралия экспортировала в Уругвай товаров на 10,5 миллионов A$, основными статьями экспорта были растительное сырьё, шерсть и гражданское инженерное оборудование.